# 山﨑大地
山﨑 大地（やまさき たいち、2001年1月8日 - ）は、広島県廿日市市出身のプロサッカー選手。Jリーグ・サンフレッチェ広島所属。ポジションはディフェンダー（DF）。

## 来歴
サンフレッチェ広島F.Cの育成組織出身。2015年から各年代別の日本代表に選出され、2017年にU-17日本代表としてFIFA U-17ワールドカップに出場した。2018年、トップチームに2種登録された。
この年トップチームに2種登録された同期には松本大弥、東俊希がおり、2人は翌年からプロサッカー選手となったが、山崎は大学への進学を選び順天堂大学蹴球部に加入した。順大では1年次より先発メンバーに定着し、2022年に中野就斗と共に翌年の広島加入が内定した。同年は特別指定選手としてプレーする。

## 人物・プレースタイル
順大では空中戦・フィジカルの強さを武器にセンターバックの主力として活躍。キック力を活かした最終ラインからの攻撃の組み立てでも貢献する。

## 所属クラブ
- 廿日市FCジュニア[7]
- サンフレッチェ広島F.Cジュニアユース
- サンフレッチェ広島F.Cユース
  - 2018年  サンフレッチェ広島F.C（2種登録選手）
- 2019年 - 2022年 順天堂大学
  - 2022年  サンフレッチェ広島F.C（特別指定選手）[8]
- 2023年 -  サンフレッチェ広島F.C

## 個人成績
| 国内大会個人成績 | 国内大会個人成績 | 国内大会個人成績 | 国内大会個人成績 | 国内大会個人成績 | 国内大会個人成績 | 国内大会個人成績 | 国内大会個人成績 | 国内大会個人成績 | 国内大会個人成績 | 国内大会個人成績 | 国内大会個人成績 |
| 年度             | クラブ           | 背番号           | リーグ           | リーグ戦         | リーグ戦         | リーグ杯         | リーグ杯         | オープン杯       | オープン杯       | 期間通算         | 期間通算         |
| 年度             | クラブ           | 背番号           | リーグ           | 出場             | 得点             | 出場             | 得点             | 出場             | 得点             | 出場             | 得点             |
| 日本             | 日本             | 日本             | 日本             | リーグ戦         | リーグ戦         | リーグ杯         | リーグ杯         | 天皇杯           | 天皇杯           | 期間通算         | 期間通算         |
| ---------------- | ---------------- | ---------------- | ---------------- | ---------------- | ---------------- | ---------------- | ---------------- | ---------------- | ---------------- | ---------------- | ---------------- |
| 2021             | 順天堂大         | 3                | -                | -                | -                | -                | -                | 3                | 0                | 3                | 0                |
| 2023             | 広島             | 3                | J1               | 11               | 0                | 6                | 1                | 1                | 0                | 18               | 1                |
| 2024             | 広島             | 3                | J1               | 1                | 0                | 0                | 0                | 0                | 0                | 1                | 0                |
| 通算             | 日本             | 日本             | J1               | 12               | 0                | 6                | 1                | 1                | 0                | 19               | 1                |
| 通算             | 日本             | 日本             | 他               | -                | -                | -                | -                | 3                | 0                | 3                | 0                |
| 総通算           | 総通算           | 総通算           | 総通算           | 12               | 0                | 6                | 1                | 4                | 0                | 22               | 1                |

| 国際大会個人成績 | 国際大会個人成績 | 国際大会個人成績 | 国際大会個人成績 | 国際大会個人成績 |
| 年度             | クラブ           | 背番号           | 出場             | 得点             |
| AFC              | AFC              | AFC              | ACL              | ACL              |
| ---------------- | ---------------- | ---------------- | ---------------- | ---------------- |
| 2024-25          | 広島             | 3                | 2                | 0                |
| 通算             | AFC              | AFC              | 2                | 0                |

- 2種登録選手、特別指定選手としての公式戦出場無し

## タイトル

### 個人
- JFAプレミアカップ・ベストイレブン（2015年）

## 代表・選抜歴
- U-15日本代表
- U-16日本代表[9]
- U-17日本代表
  - FIFA U-17ワールドカップ（2017年）
- U-18日本代表
- U-19日本代表
- 関東選抜A
  - デンソーカップサッカー （2021年）
- U-22日本代表
  - アジア競技大会サッカー競技（2023年）
- U-23日本代表
  - カンボジア遠征（2022年）